# 민꼬리박쥐속
민꼬리박쥐속 또는 조프루아긴코박쥐속(Anoura)은 주걱박쥐과에 속하는 박쥐 속의 하나이다. 중앙아메리카와 남아메리카에서 발견된다.

## 하위 종
| - 적도민꼬리박쥐 (A. aequatoris) - 카데나민꼬리박쥐 (A. cadenai) - 카리시나민꼬리박쥐 (A. carishina) - 꼬리있는민꼬리박쥐 (A. caudifer) - 핸들리민꼬리박쥐 (A. cultrata) | - 관입술꿀박쥐 (A. fistulata) - 조프루아민꼬리박쥐 (A. geoffroyi) - 넓은이빨민꼬리박쥐 (A. latidens) - 루이스마누엘민꼬리박쥐 (A. luismanueli) |